# Germarostes strigilateris
Germarostes strigilateris är en skalbaggsart som beskrevs av Bates 1887. Germarostes strigilateris ingår i släktet Germarostes och familjen Hybosoridae. Inga underarter finns listade i Catalogue of Life.